# Гемпенах
Гемпенах (нім. Gempenach) — колишня громада  в Швейцарії в кантоні Фрібур. 2022 року ввійшла до складу громади Муртен.

## Географія
Громада розташована на відстані близько 19 км на захід від Берна.
Гемпенах має площу 1,7 км², з яких на 6,1% дозволяється будівництво (житлове та будівництво доріг), 76,8% використовуються в сільськогосподарських цілях, 17,1% зайнято лісами, 0% не є продуктивними (річки, льодовики або гори).

## Демографія
2019 року в громаді мешкало 313 осіб (+9,4% порівняно з 2010 роком), іноземців було 8,9%. Густота населення становила 187 осіб/км².
За віковим діапазоном населення розподілялося таким чином: 12,5% — особи молодші 20 років, 70,6% — особи у віці 20—64 років, 16,9% — особи у віці 65 років та старші. Було 146 помешкань (у середньому 2,1 особи в помешканні).
Із загальної кількості 103 працюючих 69 було зайнятих в первинному секторі, 10 — в обробній промисловості, 24 — в галузі послуг.